# Sture Stork
Pour les articles homonymes, voir Stork (homonymie).
Sture Henrik Stork est un skipper suédois né le 25 juillet 1930 à Saltsjöbaden et mort le 27 mars 2002 à Trångsund.

## Biographie
Sture Stork participe à bord du Rush V à la course de classe 5.5 mètres aux Jeux olympiques d'été de 1956 et remporte la médaille d'or.
Aux Jeux olympiques d'été de 1964, il est médaillé d'argent de la même épreuve sur le Rush VII. 